# Спорт Клуб Коринтианс Паулища
Коринтианс (на португалски: Sport Club Corinthians Paulista, изговаря се Спорт Клуб Коринтианс Паулиста) е футболен клуб от Сао Пауло, Бразилия. Футболистите на отбора играят с бели тениски и черни гащета.

## История
На 1 септември 1910 г. Жоаким Амброзио, Антонио Перейра, Рафаел Пероне, Анселмо Кореа и Жоао да Силва създават „Спорт Клуб Коринтианс Паулища“.
През 1914 г. отборът печели за 1-ви път шампионата на Сао Пауло. През 2000 г. „Коринтианс“ печели 1-вия световен клубен шампионат.

## Титли
Национални
- Бразилия Серия А:
  -  Шампион (7): 1990, 1998, 1999, 2005, 2011, 2015, 2017
- Бразилия Серия Б:
  -  Шампион (1): 2008
- Кампеонато Паулища:- шампионат на Сау Паулу
  -  Шампион (30): 1914, 1916, 1922, 1923, 1924, 1928, 1929, 1930, 1937, 1938, 1939, 1941, 1951, 1952, 1954, 1977, 1979, 1982, 1983, 1988, 1995, 1997, 1999, 2001, 2003, 2009, 2013, 2017, 2018, 2019
- Турнир Рио - Сау Паулу:
  -  Носител (5): 1950, 1953, 1954, 1966, 2002
- Купа на Бразилия:
  -  Носител (3): 1995, 2002, 2009
- Суперкупа на Бразилия:
  -  Носител (1): 1991

Международни
- Световно клубно първенство:
  - Шампион(2): 2000 [1], 2012
- Копа Либертадорес:
  -  Носител (1): 2012
- Рекопа Южна Америка:
  -  Носител (1): 2013

## Легендарни футболисти
- Роналдо
- Роберто Карлош
- Гаринча
- Сократеш
- Деко
- Дида
- Ривалдо
- Карлос Тевес
- Хавиер Масчерано
- Чикао
- Адриано